# Ivan Sidorenko
Pour les articles homonymes, voir Sidorenko.
Ivan Mikhaïlovitch Sidorenko (en russe : Ива́н Миха́йлович Сидоре́нко) est un ancien officier de l'Armée rouge, né le 12 septembre 1919 à Tchantsovo (oblast de Smolensk), en Russie et mort le 19 février 1994. Pendant la Seconde Guerre mondiale, il se distingua comme l'un des meilleurs tireurs d'élite soviétiques avec plus de 500 ennemis tués.

## Biographie
Ivan Mikhaïlovitch Sidorenko naît en 1919 dans une famille de paysans pauvres du village de Tchantsovo, dans la région de Smolensk. Après dix années d'enseignement primaire et secondaire, il obtient son diplôme puis entre à l'école d'art de Penza, qu'il quitte en 1939 pour effectuer son service militaire. Il est alors envoyé dans une école militaire de l'infanterie à Simferopol, en Crimée.
En 1941, il participe à la bataille de Moscou comme sous-lieutenant d'une compagnie de mortiers. Au cours de la bataille, il apprend par lui-même à devenir un tireur d'élite. Ses succès contre les soldats allemands poussent ses supérieurs à lui donner l'ordre de former d'autres tireurs, choisis pour leur vue, leur connaissance des armes et leur endurance. Après leur avoir dispensé des cours théoriques et pratiques, ces hommes sont envoyés par groupe de deux dans les différents secteurs défensifs autour de Velizh.
Sidorenko est par la suite nommé commandant adjoint au quartier général du 1122e régiment de fusiliers, une unité du premier front de la Baltique. Il se consacre principalement à l'instruction des tireurs d'élite, mais prend également part aux combats, accompagné par un de ses élèves. Au cours d'une de ces excursions, il détruit notamment un char et trois autres véhicules en utilisant des balles incendiaires. Il est plusieurs fois blessé, le plus gravement en Estonie, en 1944. Il est récompensé du titre de Héros de l'Union soviétique le 4 juin 1944, alors qu'il est en convalescence, mais se voit également interdire définitivement de retourner au front, ses supérieurs craignant de perdre un précieux instructeur. Par ailleurs, sa blessure, mal soignée, s’aggrave et il est contraint de rester à l’hôpital jusqu’à la fin du conflit.
À la fin de la guerre, Sidorenko est crédité d'environ 500 victimes et a formé plus de 250 tireurs d'élite. Il prend alors sa retraite de l’armée avec le grade de major et s'installe d’abord dans l'oblast de Tcheliabinsk, où il travaille comme contremaître dans une mine de charbon, avant de déménager en 1974 au Daghestan.
Il s'est éteint le 19 février 1994 à Kizlyar[réf. nécessaire].